# Mohammadreza Mirzaei
Mohammadreza Mirzaei est un photographe iranien, né en 1986 à Téhéran, reconnu comme l'un des grands talents de la jeune photographie iranienne.
À 15 ans à peine, il part à Téhéran étudier les arts graphiques à l'IRIB Art School, où il découvre rapidement la photographie, sa pratique, son histoire mais aussi les œuvres contemporaines.
Les photographies de Mohammadreza Mirzaei évoquent tout simplement les différents aspects de la vie. Sa photographie est de nature poétique et picturale,  avec une approche très graphique de l'espace négatif, dans un esprit minimaliste. En 2006, deux expositions personnelles sont consacrées à sa série photographique "humans" en Iran et en Turquie. Il participe également à de nombreuses  expositions collectives en Australie et en Italie. Le photographe anglais de renommée internationale, Michael Kenna, dont il admire le travail, dit de lui : «avec sa sensibilité réservée, il nous fournit une raison de réfléchir calmement et de considérer les raisons de notre existence»..
Mirzaei vit et travaille à Téhéran, en Iran.